# Lithospermum latifolium
Lithospermum latifolium är en strävbladig växtart som beskrevs av André Michaux. Lithospermum latifolium ingår i släktet stenfrön, och familjen strävbladiga växter. Inga underarter finns listade i Catalogue of Life.

## Bildgalleri